# La Roquebrussanne
La Roquebrussanne est une commune française située dans le département du Var, en région Provence-Alpes-Côte d’Azur.

## Géographie

### Localisation
Le village de la Roquebrussanne est situé sur les contreforts de la Sainte-Baume et au pied de la Loube, en pays de la Provence Verte.

### Géologie et relief
La commune, membre du Parc naturel régional de la Sainte-Baume, se découpe en trois grandes entités naturelles :
- la plaine,
- le plateau d’Agnis,
- le massif de la Loube.

Le massif de La Loube culmine  à 834 m, dominant La Roquebrussanne et le plateau de l'Issole,.

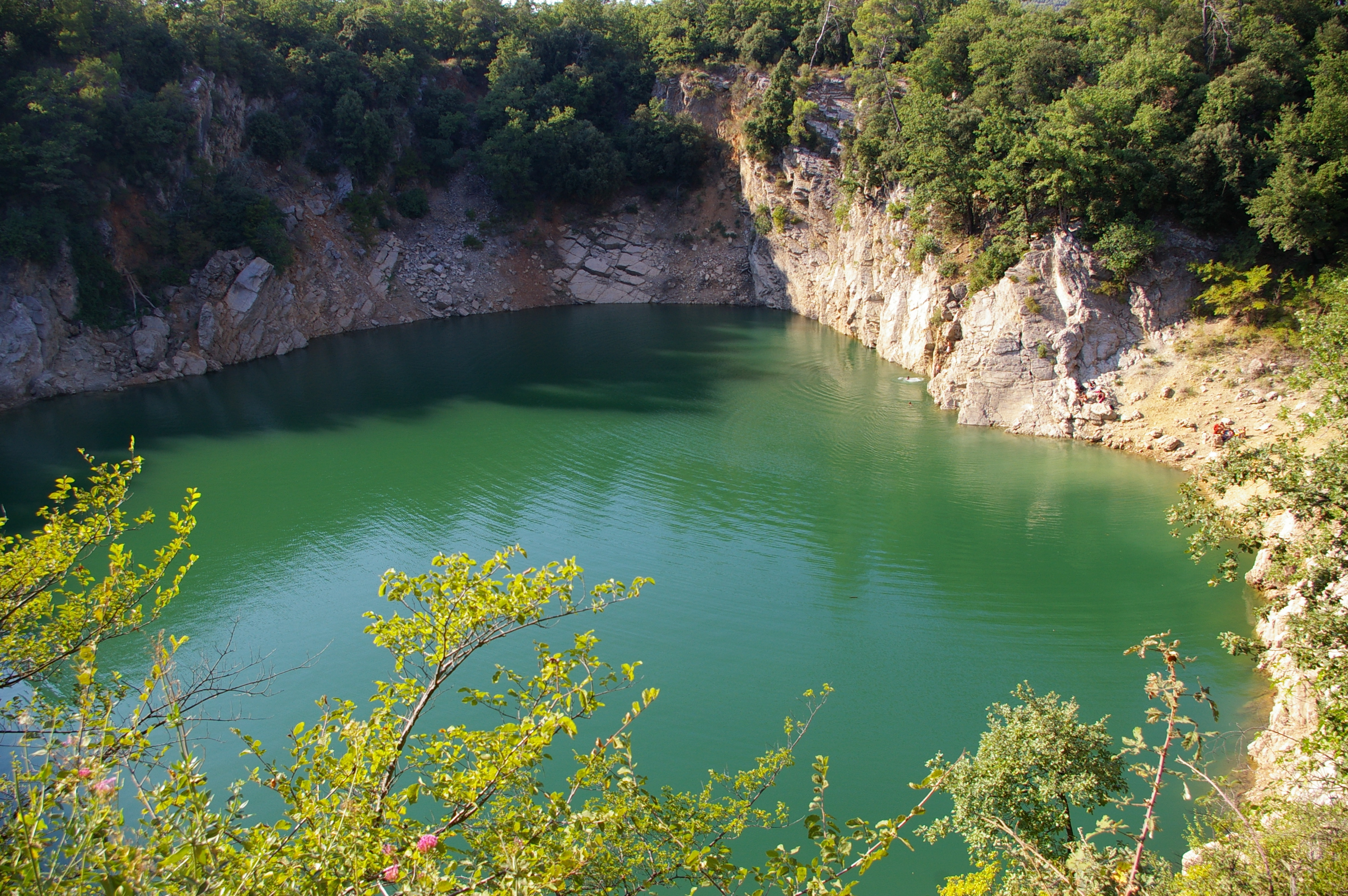
Le lac naturel « Grand Laoutien ».

Zones naturelles d'intérêt écologique, faunistique et floristique (ZNIEFF) terrestre de type II :
- Montagne de la Loube,
- Mourré d’Agnis et la forêt domaniale de Mazaugue,
- Plaine de La Roquebrussanne,
- Ripisylves et annexes des vallées de l’Issole et du Caramy,
- Forêt de Vautruite et de Saint-Julien Collines de Tourves.

Les zones humides recensées sur le territoire de La Roquebrussanne :
- Grand Laoucien,
- Petit Laoucien,
- Prairie humide de Saint Julien.

### Sismicité
La commune est en Zone de sismicité 2 (sismicité faible).

### Hydrographie et les eaux souterraines
Cours d'eau sur la commune ou à son aval :
- Rivière l'issole,
- Ruisseaux de l'escarelle, du cendrier, de lamanon, de laouron, du riolet, des pourraques, de la foux.

### Climat
Pour des articles plus généraux, voir Climat de Provence-Alpes-Côte d'Azur et Climat du Var.
En 2010, le climat de la commune est de type climat méditerranéen franc, selon une étude du Centre national de la recherche scientifique s'appuyant sur une série de données couvrant la période 1971-2000. En 2020, Météo-France publie une typologie des climats de la France métropolitaine dans laquelle la commune est exposée à un climat méditerranéen et est dans la région climatique  Provence, Languedoc-Roussillon, caractérisée par une pluviométrie faible en été, un très bon ensoleillement (2 600 h/an), un été chaud (21,5 °C), un air très sec en été, sec en toutes saisons, des vents forts (fréquence de 40 à 50 % de vents > 5 m/s) et peu de brouillards. 
Pour la période 1971-2000, la température annuelle moyenne est de 13,5 °C, avec une amplitude thermique annuelle de 15,7 °C. Le cumul annuel moyen de précipitations est de 784 mm, avec 5,9 jours de précipitations en janvier et 2 jours en juillet. Pour la période 1991-2020, la température moyenne annuelle observée sur la station météorologique de Météo-France la plus proche, « Cuers », sur la commune de Cuers à 14 km à vol d'oiseau, est de 15,5 °C et le cumul annuel moyen de précipitations est de 778,9 mm. 
La température maximale relevée sur cette station est de 41,3 °C, atteinte le 5 août 2017 ; la température minimale est de −9,3 °C, atteinte le 11 février 2012,,. 
Les paramètres climatiques de la commune ont été estimés pour le milieu du siècle (2041-2070) selon différents scénarios d'émission de gaz à effet de serre à partir des nouvelles projections climatiques de référence DRIAS-2020. Ils sont consultables sur un site dédié publié par Météo-France en novembre 2022.

### Intercommunalité
La Roquebrussanne fait partie des 39 communes du Pays de la Provence Verte labellisé Pays d’art et d’histoire et de la Communauté d'agglomération de la Provence Verte qui compte 28 communes membres.

## Urbanisme

### Typologie
Au 1er janvier 2024, La Roquebrussanne est catégorisée bourg rural, selon la nouvelle grille communale de densité à sept niveaux définie par l'Insee en 2022.
Elle appartient à l'unité urbaine de La Roquebrussanne, une unité urbaine monocommunale constituant une ville isolée,. Par ailleurs la commune fait partie de l'aire d'attraction de Toulon, dont elle est une commune de la couronne,. Cette aire, qui regroupe 35 communes, est catégorisée dans les aires de 200 000 à moins de 700 000 habitants,.

### Occupation des sols
L'occupation des sols de la commune, telle qu'elle ressort de la base de données européenne d’occupation biophysique des sols Corine Land Cover (CLC), est marquée par l'importance des forêts et milieux semi-naturels (64,9 % en 2018), en diminution par rapport à 1990 (68,7 %). La répartition détaillée en 2018 est la suivante : 
forêts (54,5 %), cultures permanentes (24,4 %), milieux à végétation arbustive et/ou herbacée (10,4 %), zones urbanisées (5,6 %), zones agricoles hétérogènes (5,1 %). L'évolution de l’occupation des sols de la commune et de ses infrastructures peut être observée sur les différentes représentations cartographiques du territoire : la carte de Cassini (XVIIIe siècle), la carte d'état-major (1820-1866) et les cartes ou photos aériennes de l'IGN pour la période actuelle (1950 à aujourd'hui).

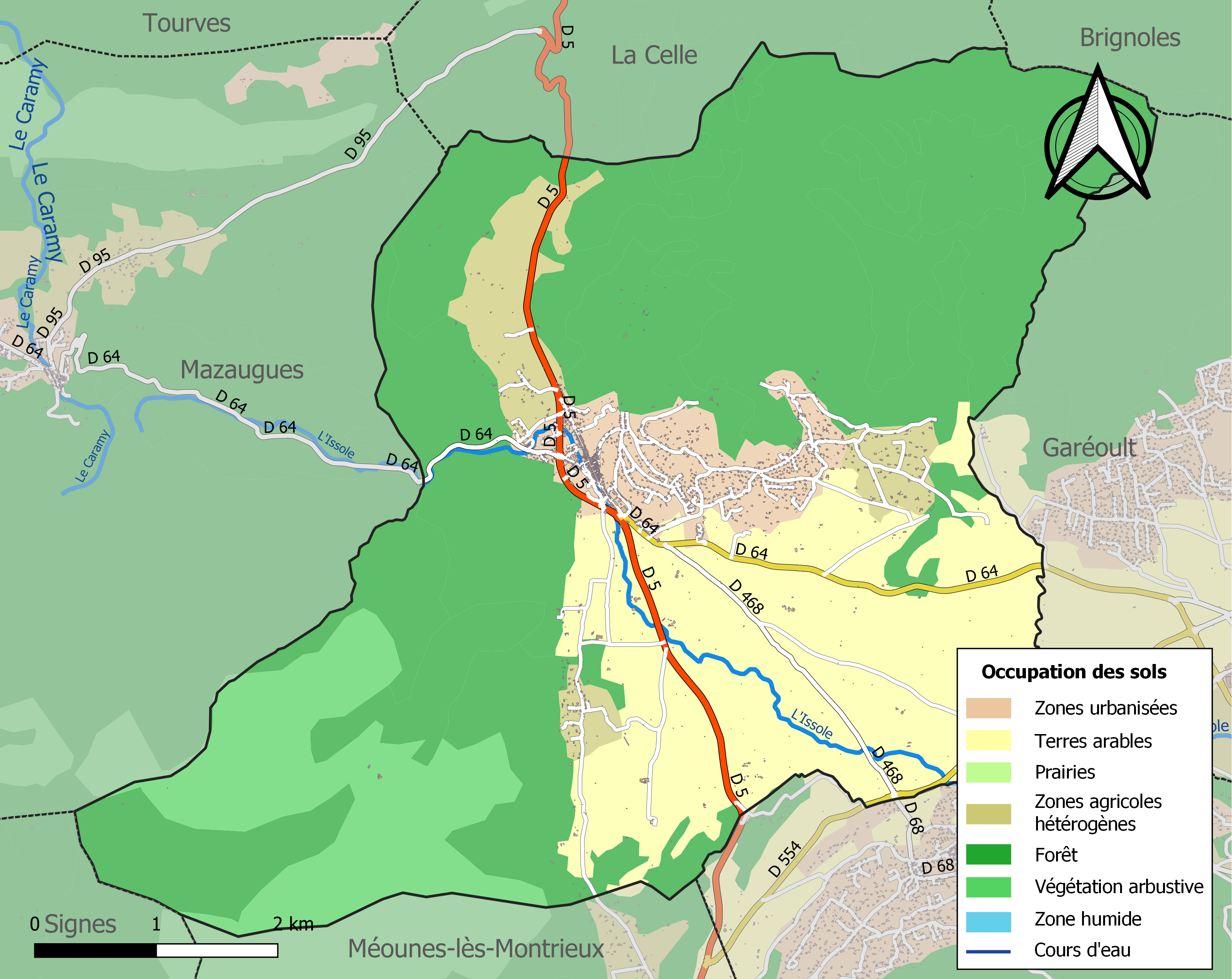
Carte des infrastructures et de l'occupation des sols de la commune en 2018 (CLC).

### Voies de communications et transports

#### Voies routières
La commune est accessible par la route départementale 5 entre Tourves et Méounes-lès-Montrieux.
L'A8 traversant la commune de Brignoles desservie par la sortie no 35.

#### Transports en commun
- Transport en Provence-Alpes-Côte d'Azur

Le réseau régional de transport en commun "Zou !" dessert la commune.

##### Lignes SNCF
- Les gares SNCF les plus proches sont :
- Lignes Express Régionales (LER).
  - La gare la plus proche se trouve à Brignoles (TER).
  - la gare d'Aix-en-Provence (TER).
  - La gare de Marseille-Saint-Charles (TER/Intercités/TGV).
  - La gare des Arcs - Draguignan (TER/Intercités/TGV).
  - La Gare de Toulon (TER/Intercités/TGV);

##### Aéroport en Provence-Alpes-Côte d'Azur
En particulier :
- Aéroport de Marseille Provence,
- Aéroport de Toulon-Hyères.
- Aéroport de Nice-Côte d'Azur,

##### Ports en Provence-Alpes-Côte d'Azur
En particulier :
- La rade de Toulon,
- Le port de Marseille,
- Port Hercule (port de Monaco),
- Port Lympia (port de Nice).

## Toponymie
Le nom de la commune en provençal est La Roco-brussano, le mot roco désignant un rocher isolé ou à pic.

## Histoire
De l’âge du fer aux occupations romaines, La Roquebrussanne recèle de nombreux vestiges archéologiques.
La mort de la reine Jeanne Ire ouvre une crise de succession à la tête du comté de Provence, les villes de l’Union d'Aix (1382-1387) soutenant Charles de Duras contre Louis Ier d'Anjou. La communauté soutient les Duras jusqu’en 1386, puis change de camp pour rejoindre les Angevins grâce aux négociations patientes de Marie de Blois, veuve de Louis Ier et régente de leur fils Louis II. La reddition d’Aix a également pu jouer un rôle dans la volte-face de la communauté.
En 2020 s'est déroulée la commémoration du 76e anniversaire de la Libération de La Roquebrussanne après la Seconde Guerre mondiale.

## Politique et administration

### Liste des maires
| Période                                  | Période              | Identité                               | Étiquette | Qualité |
| ---------------------------------------- | -------------------- | -------------------------------------- | --------- | --- |
| 1790                                     | 1791                 | Jean Alexis                            |           | Propriétaire |
| 1791                                     | 1791                 | Joseph Amic                            |           | Propriétaire |
| 1791                                     | 1791                 | Joseph Ollivier                        |           | Propriétaire |
| 1791                                     | 1792                 | Joseph-Pierre Reymonenq                |           | Propriétaire |
| 1792                                     | 1793                 | Joseph-François Bonfils                |           | Propriétaire |
| 1793                                     | 1794                 | Jean-Pierre Ollivier                   |           | Propriétaire |
| 1794                                     | 1795                 | Étienne Boyer                          |           | Propriétaire |
| 1795                                     | 1800                 | Joseph-Antoine Fabre                   |           | Propriétaire |
| 1800                                     | 1808                 | Jean-François Richard                  |           | Notaire |
| 1808                                     | 1811                 | Propser-Timothée-Hippolyte Amic        |           | Propriétaire |
| 1811                                     | 1812                 | Alexis                                 |           | Propriétaire |
| 1812                                     | 1814                 | Jean-François Richard                  |           | Notaire |
| 1814                                     | 1826                 | Louis-François Canolle (1769-1854)     |           | Chirurgien de marine |
| 1826                                     | 1830                 | Jean-Joseph-Jacques-François Barry     |           | Propriétaire |
| 1830                                     | 1831                 | Jean-François-Joseph Richard           |           | Notaire |
| 1831                                     | 1837                 | Jean-Joseph-Eusèbe Reymonenq           |           | Chirurgien |
| 1837                                     | 1840                 | Jean-Joseph-François Richard           |           | Notaire |
| 1840                                     | 1842                 | Joseph-Benoît-Cyrille Blachas          |           | Propriétaire |
| 1842                                     | 1843                 | Pierre Lieutaud                        |           | Marchand de draps |
| 1843                                     | 1847                 | Louis-Joseph Gan                       |           | Capitaine en retraite |
| 1847                                     | 1861                 | Louis-Auguste-Léon Béguin              |           | Juge suppléant de la justice de paix                                                                                                |
| 1861                                     | 1866                 | Louis-Joseph-Octave Canolle            |           | Médecin principal de la marine en retraite                                                                                          |
| 1866                                     | 1871                 | Théophile-Auguste-Pierre-Marius Alexis |           | Négociant en vins |
| 1871                                     | 1876                 | Casimir-Napoléon Béguin                |           | Marchand-tailleur |
| 1876                                     | 1878                 | César Hugues                           |           | Officier de santé |
| 1878                                     | 1878                 | Séverin Lion                           |           | Propriétaire |
| 1878                                     | 1892                 | François Sabatier                      |           | Propriétaire |
| 1892                                     | 1894                 | André Mallet                           |           | Notaire |
| 1894                                     |                      | Léonard Guichard                       |           | Propriétaire |
| Les données manquantes sont à compléter. |                      |                                        |           | |
| 1907                                     | 1913                 | Victor Reymonenq                       | Rad.      | Exploitant agricole Sénateur du Var (1909 → 1919) Député du Var (1919 → 1924) Conseiller général de La Roquebrussanne (1907 → 1913) |
| ca. 1932                                 |                      | M. Latière                             |           | |
| mai 1935                                 | octobre 1956 (décès) | Louis Cauvin                           | SFIO      | Médecin Conseiller général de La Roquebrussanne (1937 → 1940 puis 1945 → 1956) Président du conseil général du Var (1946 → 1956)    |
| mars 1959                                | mars 1977            | Fernand Reynaud                        |           | Réélu en 1965 et 1971 |
| Les données manquantes sont à compléter. |                      |                                        |           | |
| mars 1983                                | mars 1989            | Jean-Louis Giraudo                     |           | |
| mars 1989                                | juin 1995            | Monique Caulet (1928-2021)             | SE        | Professeure de provençal |
| Les données manquantes sont à compléter. |                      |                                        |           | |
| mars 2001                                | mars 2008            | Jean-Paul Caporali                     | DVD       | Retraité de l'Armée de Terre |
| mars 2008                                | En cours             | Michel Gros                            | DVG       | Ancien directeur de société Réélu en 2012, 2014 et 2020                                                                             |

### Politique environnementale
La commune fait partie du parc naturel régional de la Sainte-Baume, créé par décret du 20 décembre 2017.

## Population et société

### Démographie

#### Évolution démographique
L'évolution du nombre d'habitants est connue à travers les recensements de la population effectués dans la commune depuis 1793. Pour les communes de moins de 10 000 habitants, une enquête de recensement portant sur toute la population est réalisée tous les cinq ans, les populations de référence des années intermédiaires étant quant à elles estimées par interpolation ou extrapolation. Pour la commune, le premier recensement exhaustif entrant dans le cadre du nouveau dispositif a été réalisé en 2004.

En 2022, la commune comptait 2 199 habitants, en évolution de −14,7 % par rapport à 2016 (Var : +4,98 %, France hors Mayotte : +2,11 %).
| 1793  | 1800  | 1806  | 1821  | 1831  | 1836  | 1841  | 1846  | 1851  |
| ----- | ----- | ----- | ----- | ----- | ----- | ----- | ----- | ----- |
| 1 500 | 1 436 | 1 494 | 1 518 | 1 505 | 1 473 | 1 411 | 1 529 | 1 322 |

| 1856  | 1861  | 1866  | 1872  | 1876  | 1881 | 1886 | 1891 | 1896 |
| ----- | ----- | ----- | ----- | ----- | ---- | ---- | ---- | ---- |
| 1 312 | 1 320 | 1 218 | 1 232 | 1 119 | 954  | 740  | 784  | 728  |

| 1901 | 1906 | 1911 | 1921 | 1926 | 1931 | 1936 | 1946 | 1954 |
| ---- | ---- | ---- | ---- | ---- | ---- | ---- | ---- | ---- |
| 787  | 794  | 809  | 685  | 644  | 621  | 603  | 574  | 614  |

| 1962 | 1968 | 1975 | 1982 | 1990  | 1999  | 2004  | 2006  | 2009  |
| ---- | ---- | ---- | ---- | ----- | ----- | ----- | ----- | ----- |
| 638  | 710  | 662  | 809  | 1 235 | 1 672 | 1 973 | 2 061 | 2 324 |

| 2014  | 2019  | 2022  | - | - | - | - | - | - |
| ----- | ----- | ----- | - | - | - | - | - | - |
| 2 540 | 2 203 | 2 199 | - | - | - | - | - | - |

### Budget et fiscalité 2019

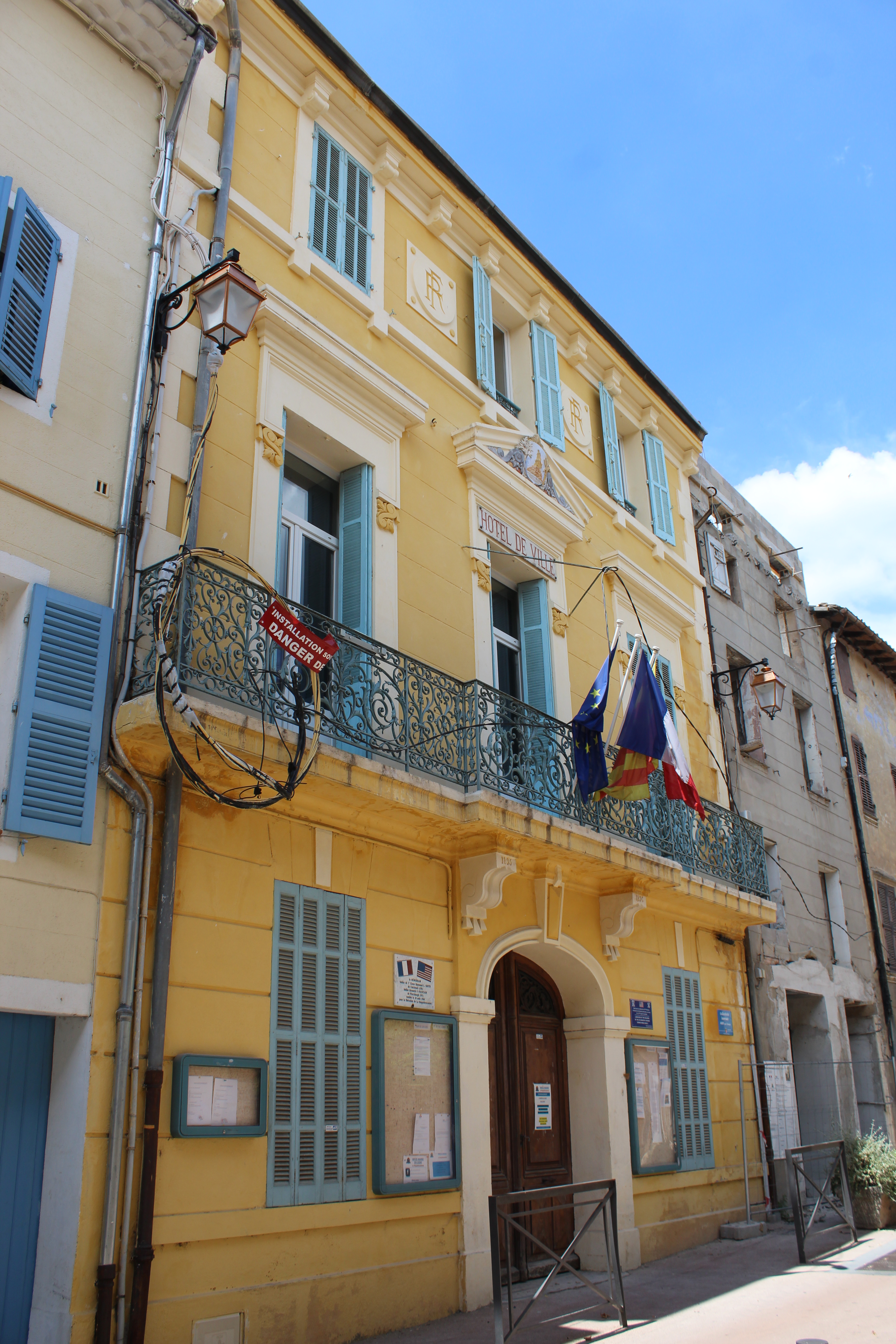
La Mairie.

En 2019, le budget de la commune était constitué ainsi :
- total des produits de fonctionnement : 3 461 000 €, soit 1 326 € par habitant ;
- total des charges de fonctionnement : 2 416 000 €, soit 926 € par habitant ;
- total des ressources d’investissement : 1 683 000 €, soit 685 € par habitant ;
- total des emplois d’investissement : 1 520 000 €, soit 582 € par habitant.
- endettement : 1 895 000 €, soit 726 € par habitant.

Avec les taux de fiscalité suivants :
- taxe d’habitation : 13,03 % ;
- taxe foncière sur les propriétés bâties : 18,68 % ;
- taxe foncière sur les propriétés non bâties : 61,15 % ;
- taxe additionnelle à la taxe foncière sur les propriétés non bâties : 0,00 % ;
- cotisation foncière des entreprises : 0,00 %.

Chiffres clés Revenus et pauvreté des ménages en 2018 : médiane en 2018 du revenu disponible, par unité de consommation : 21 690 €.

## Économie

### Entreprises et commerces

#### Agriculture

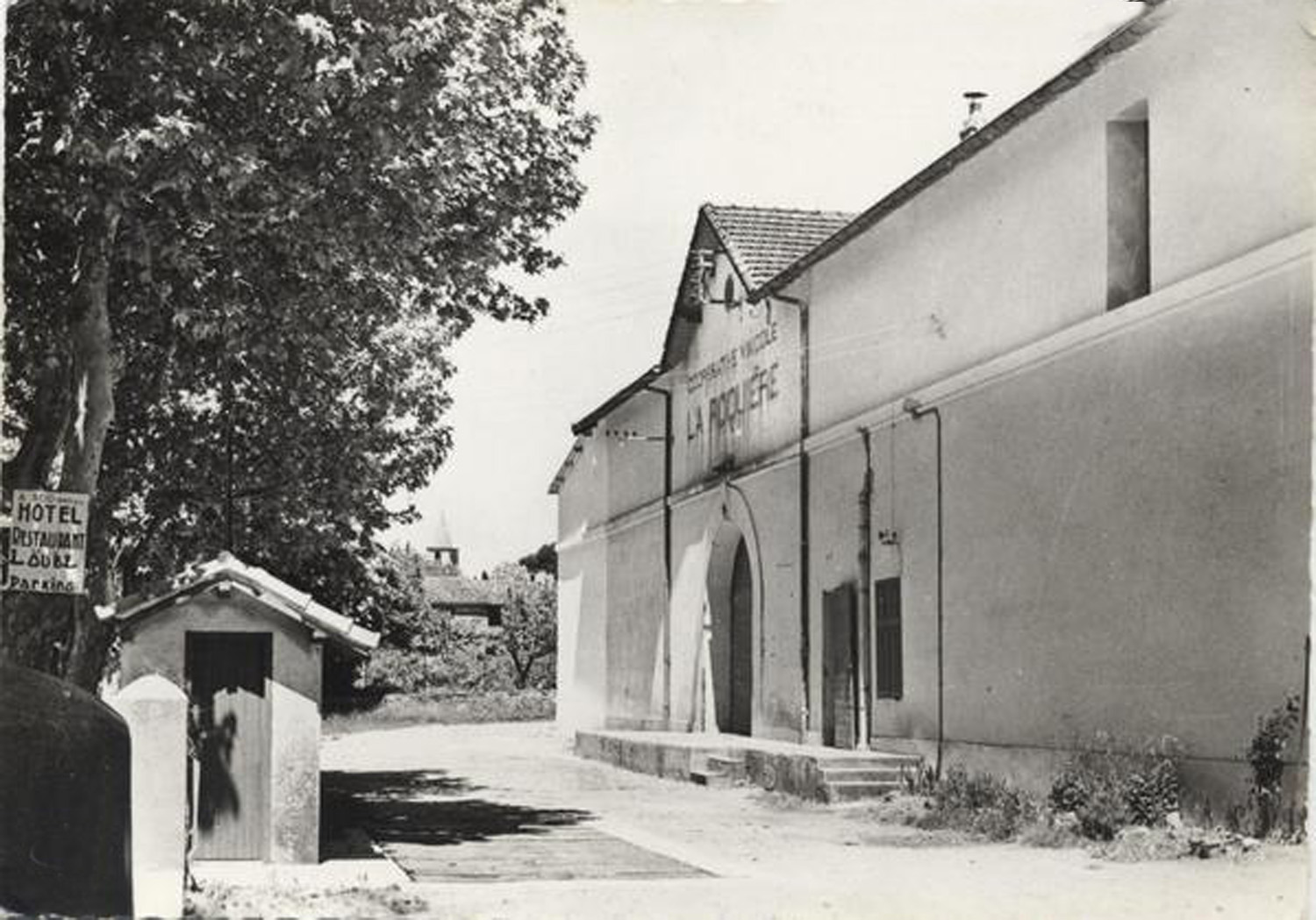
Cave Coopérative Vinicole de La Roquière.

La commune compte 29 exploitations sur 33 qui exploitent des vignes dont 19 se sont spécialisées uniquement en viticulture, et cinq activités d’élevage.
- Coopérative vinicole La Roquière[36].

#### Tourisme
- Gîtes ruraux et chambres d'hôtes[37].
- Hôtel et village vacances Les Arbousiers[38].
- Bar, buvette[39].

#### Commerces, artisannat et services
- Commerces de proximité[40].
- Résidence de retraite "Korian La provençale"[41].
- Artisannat d'art : Archéo Poterie, Styl'Vieil (Ebenisterie).

## Culture locale et patrimoine

### Patrimoine naturel
Deux dolines existent à la sortie ouest du village : le Grand Laoucien et le Petit Laoucien,.

### Les ponts sur la rivière la Latte
Au cours de la traversée du village de La Roquebrussanne la rivière Issole est nommée « la Latte » tant que cette rivière longe le village.
Depuis le pont de l'Orbitelle reconstruit en 1797, six ponts, construits entre 1850 et 1900, enjambent la rivière jusqu'à l'ancien moulin à huile. Certains sont privés et rejoignent les jardins sur l'autre rive.

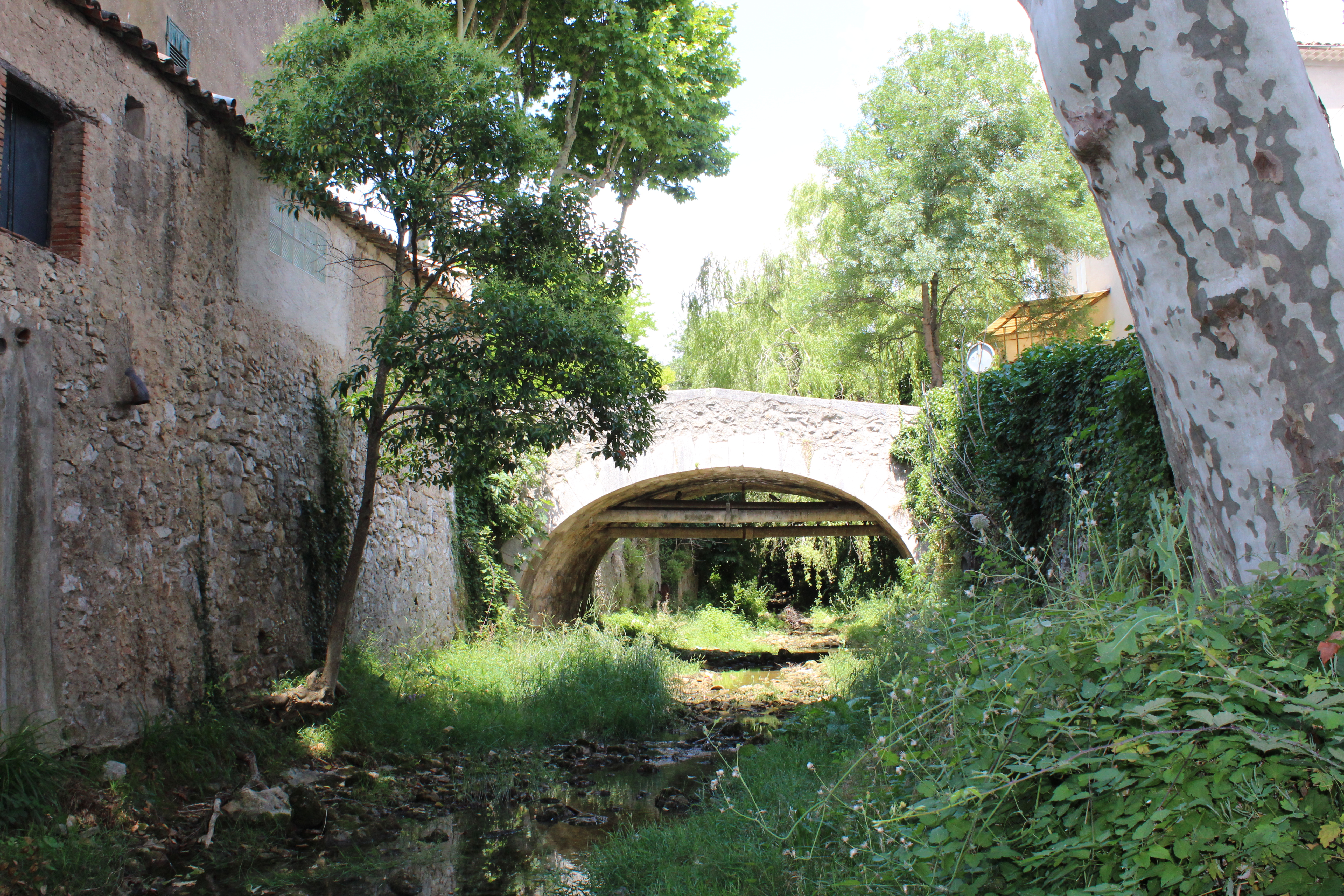
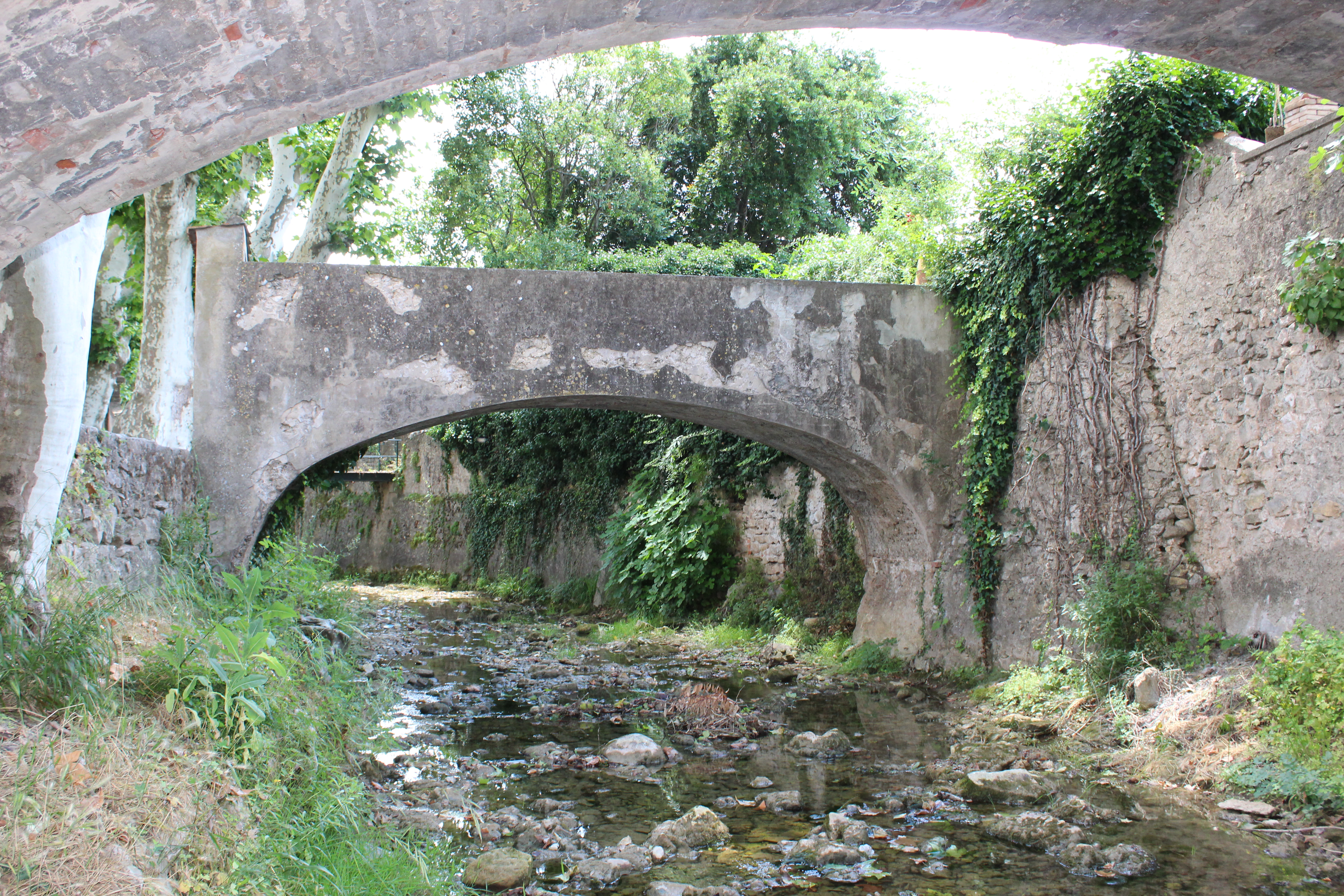
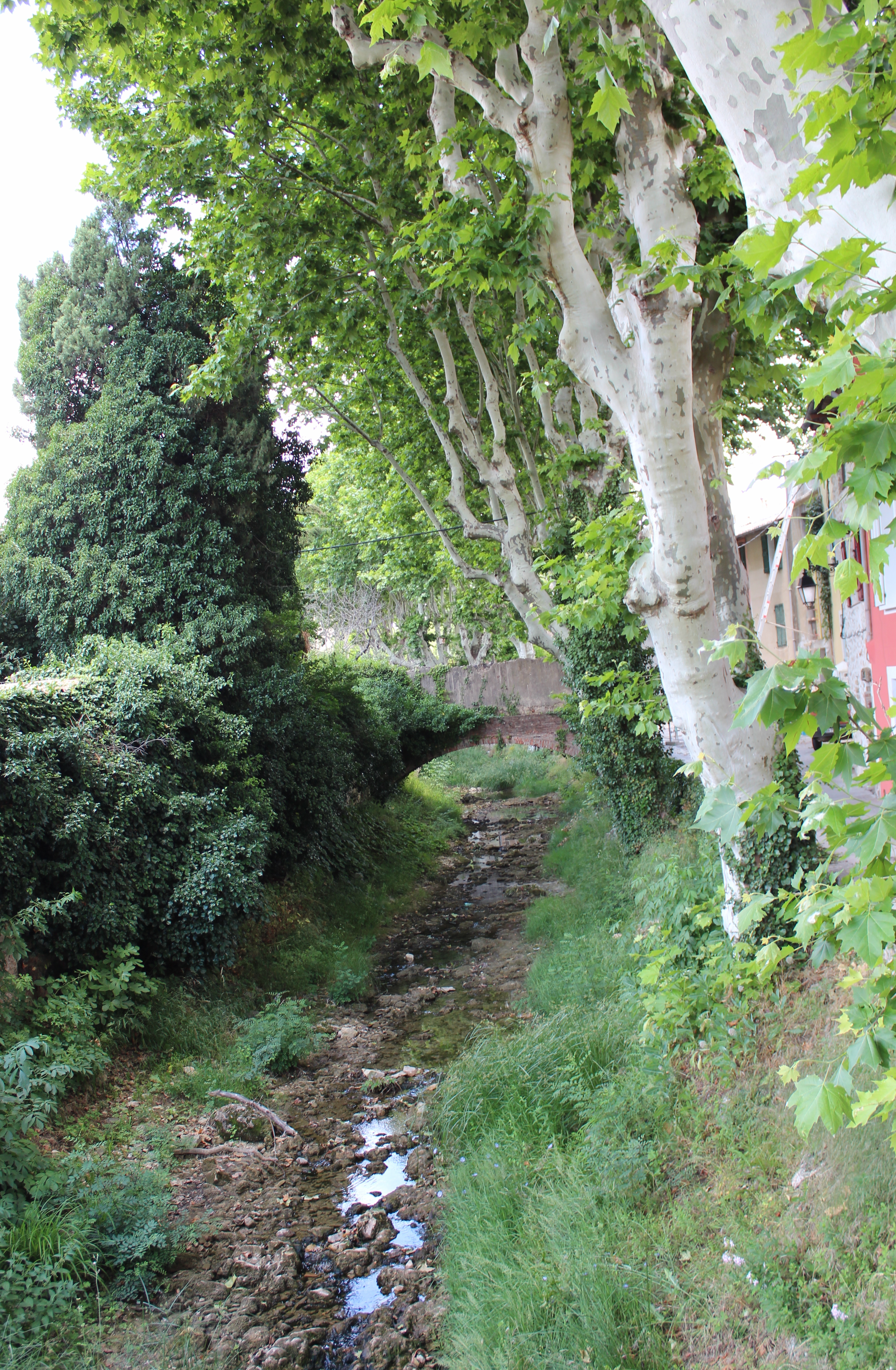
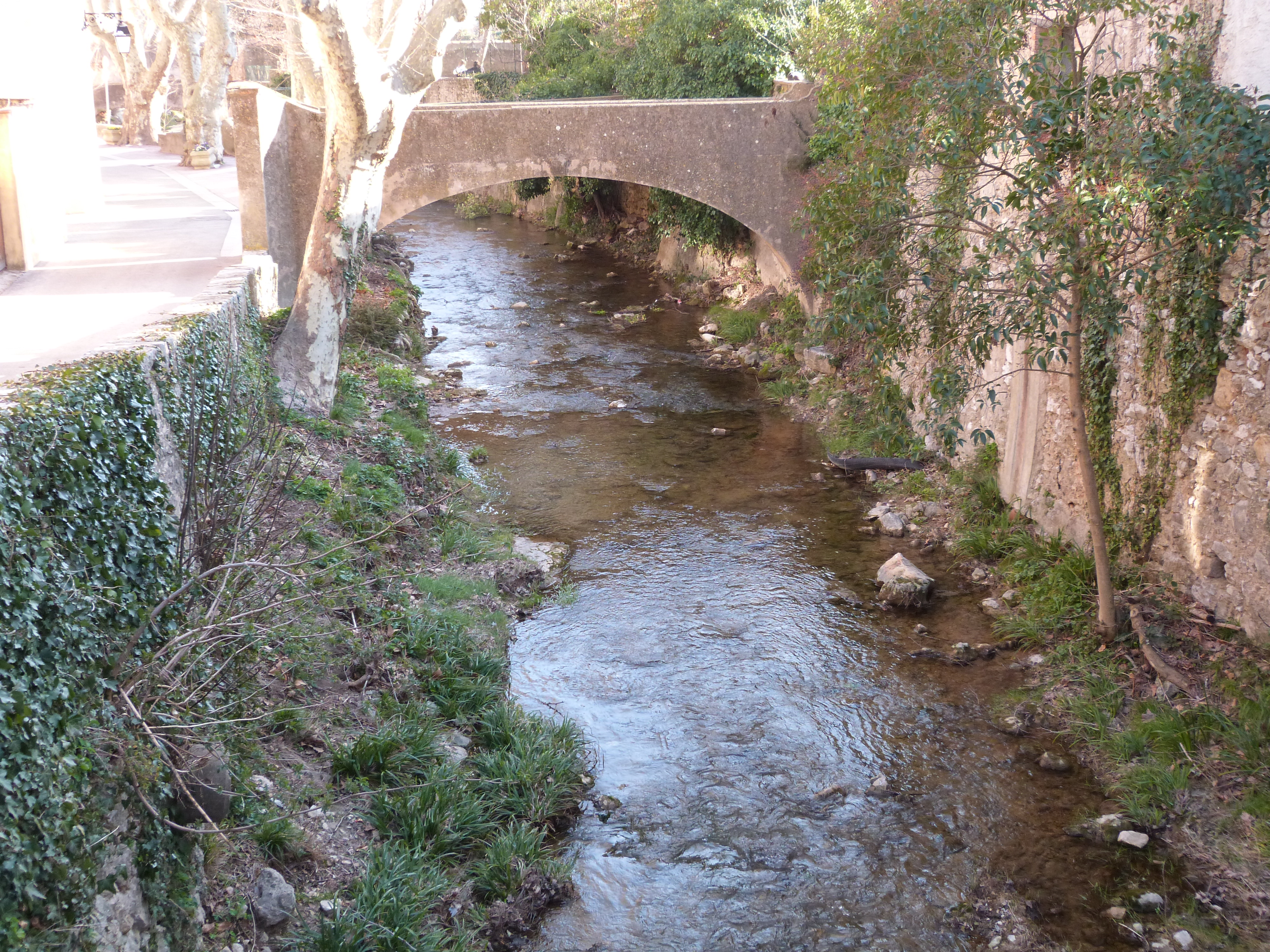

### L'église Saint-Sauveur
Construite en 1340 à la demande des habitants, l'église Saint-Sauveur possède un chœur et un porche de style roman et une nef de style gothique. Le clocher a été reconstruit en 1659. La plus grosse des tois cloches fondue en 1751 pèse 528 kg.
Elle devient capitulaire en 2019, lorsque le chapitre collégial de Saint-Remi y est affecté par Mgr Dominique Rey, évêque de Fréjus-Toulon, de septembre 2019 à Noël 2020, afin de célébrer quotidiennement messes et office divin solennels dans la liturgie latine traditionnelle.

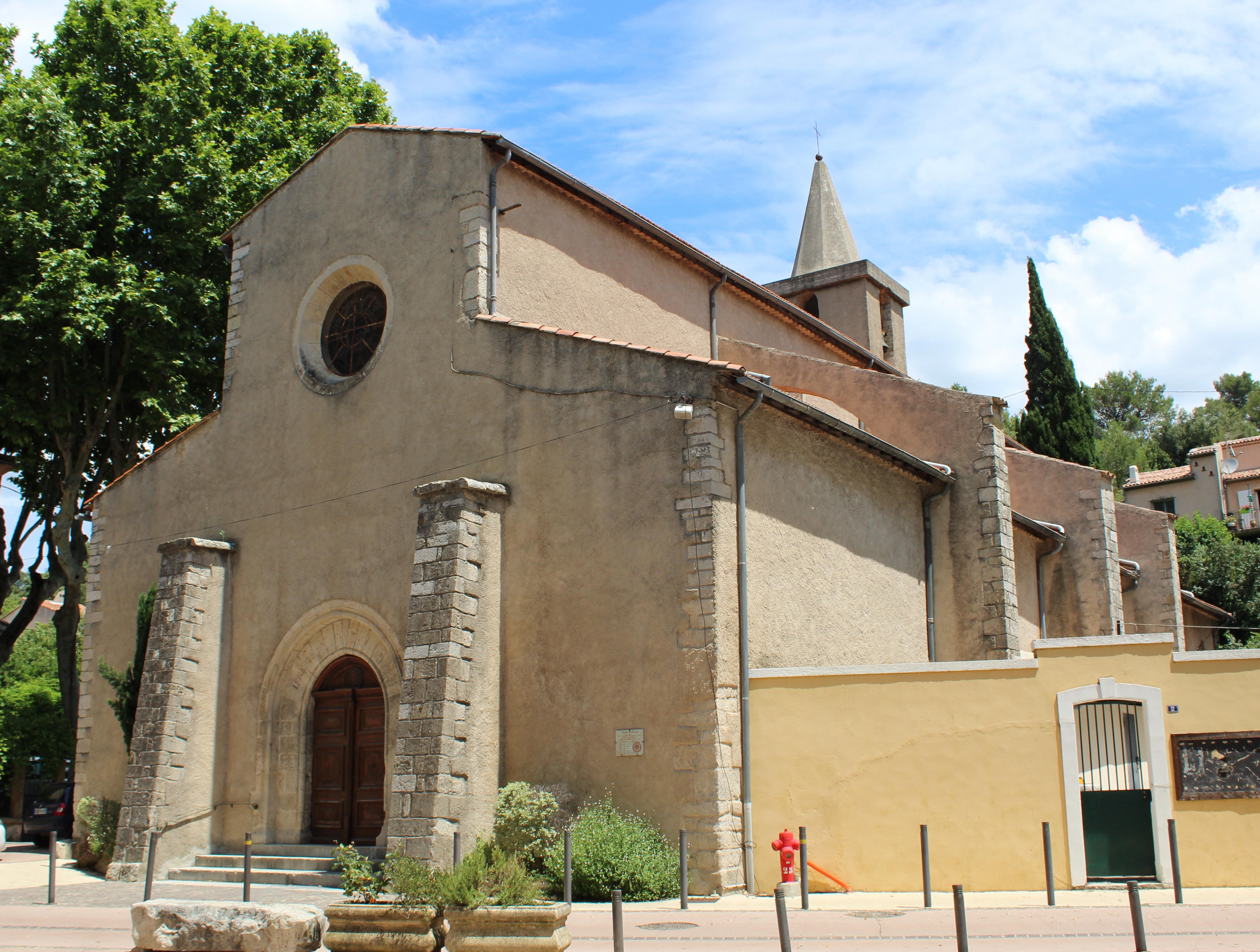
L'église Saint-Sauveur.

### La Tour de l'horloge
Construite en 1616 sous Louis XIII, la tour de l'horloge possède un campanile cosmologique. Le soleil entouré des six planètes connues à l'époque date de 1699 (Mercure, Vénus, Terre, Mars, Jupiter, Saturne ; Uranus fut découverte en 1781 et la dernière, Neptune, en 1846). La cloche fondue en 1699 sonne en ré dièse. Le mécanisme actuel de l'horloge qui date de 1887 est remonté manuellement une fois par semaine.

Le campanile, la cloche de 1699 et le soleil entouré des 6 planètes.
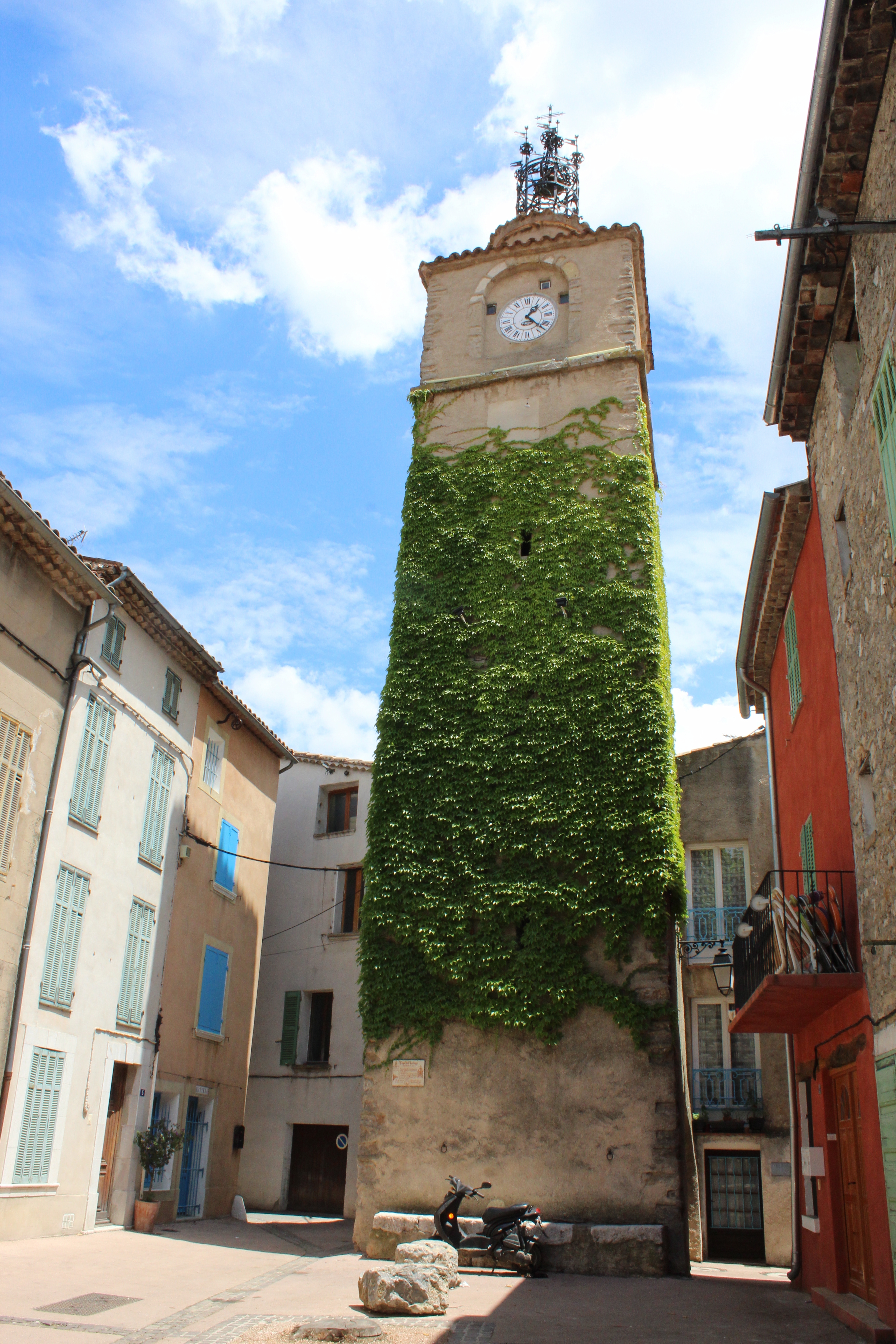
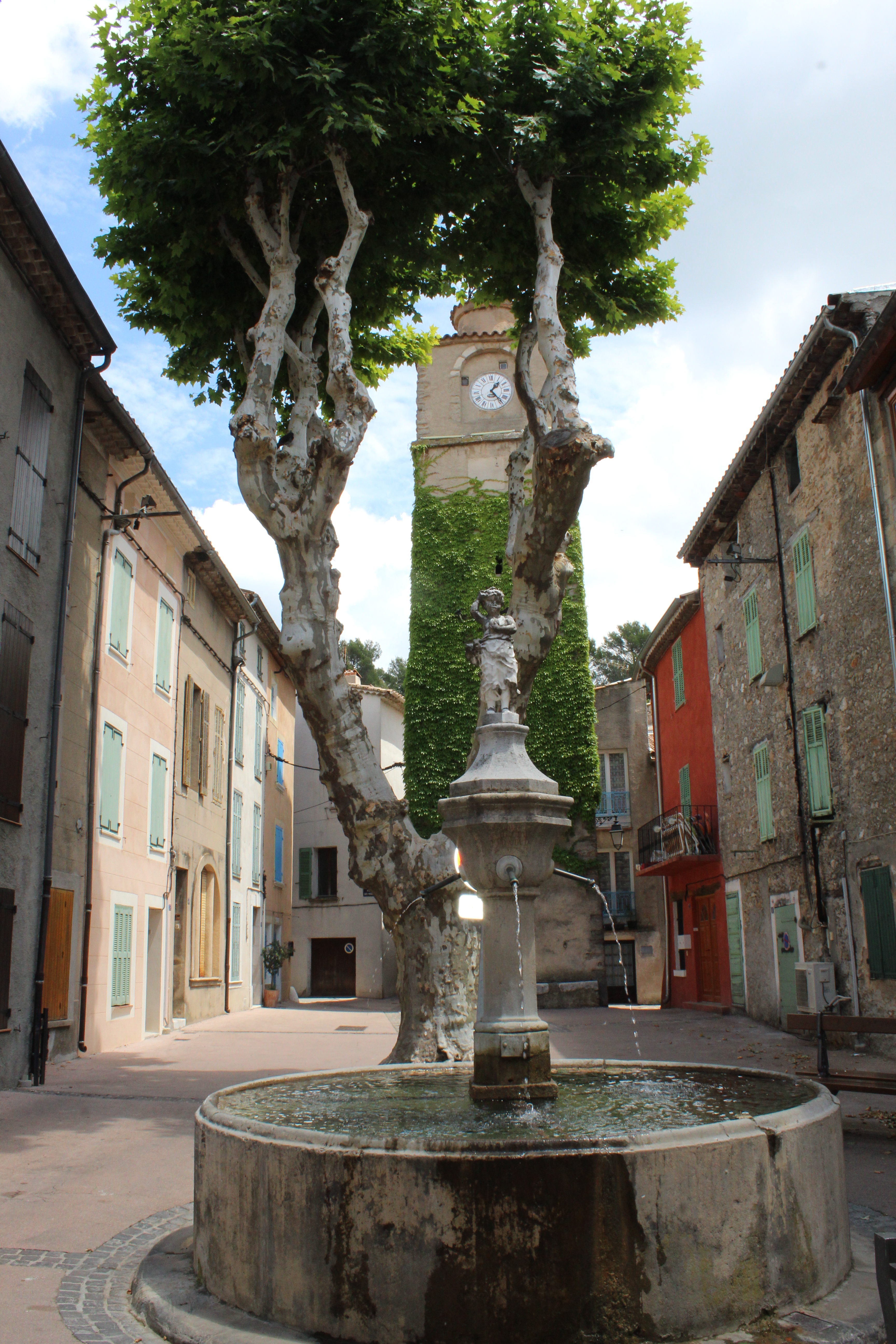
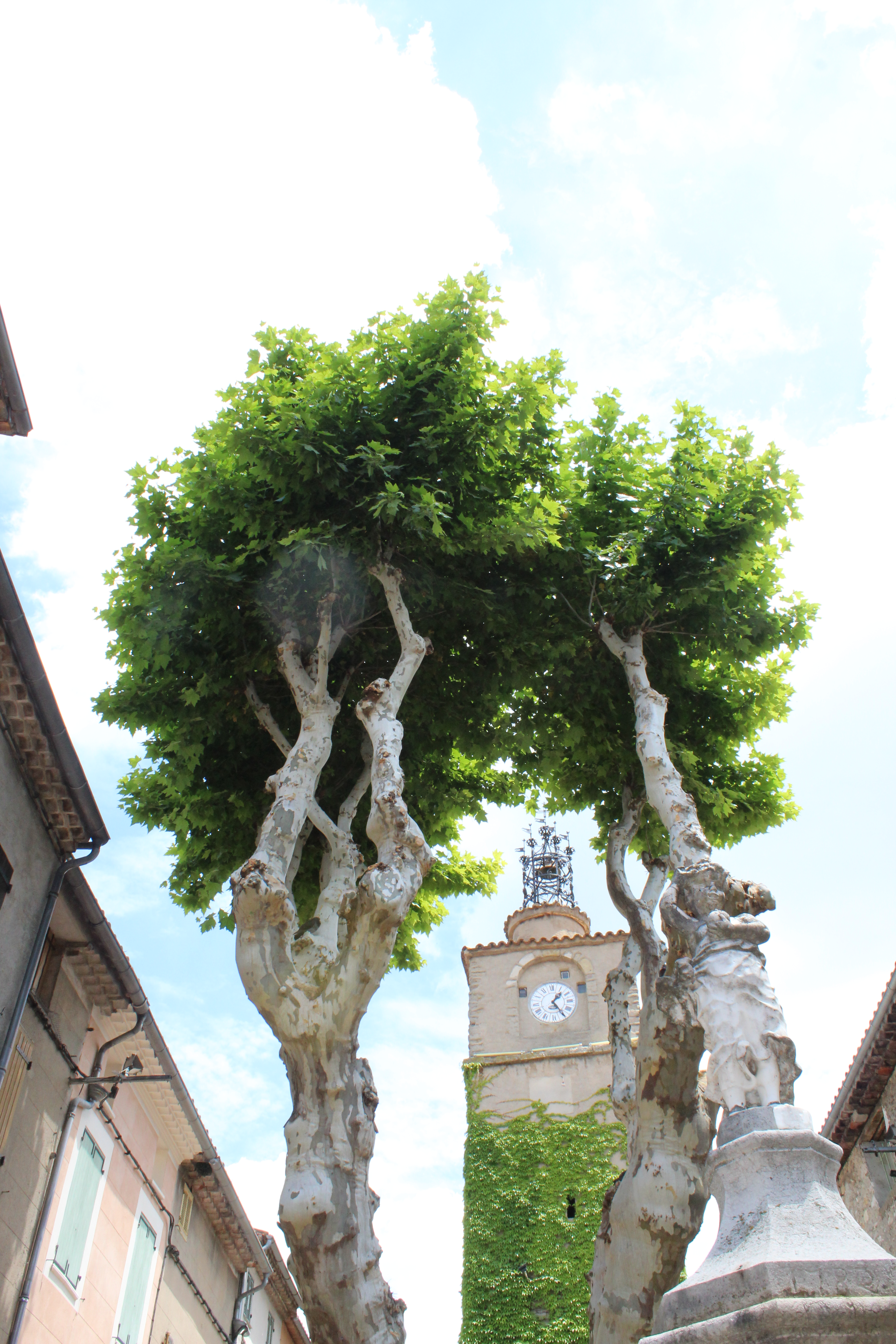
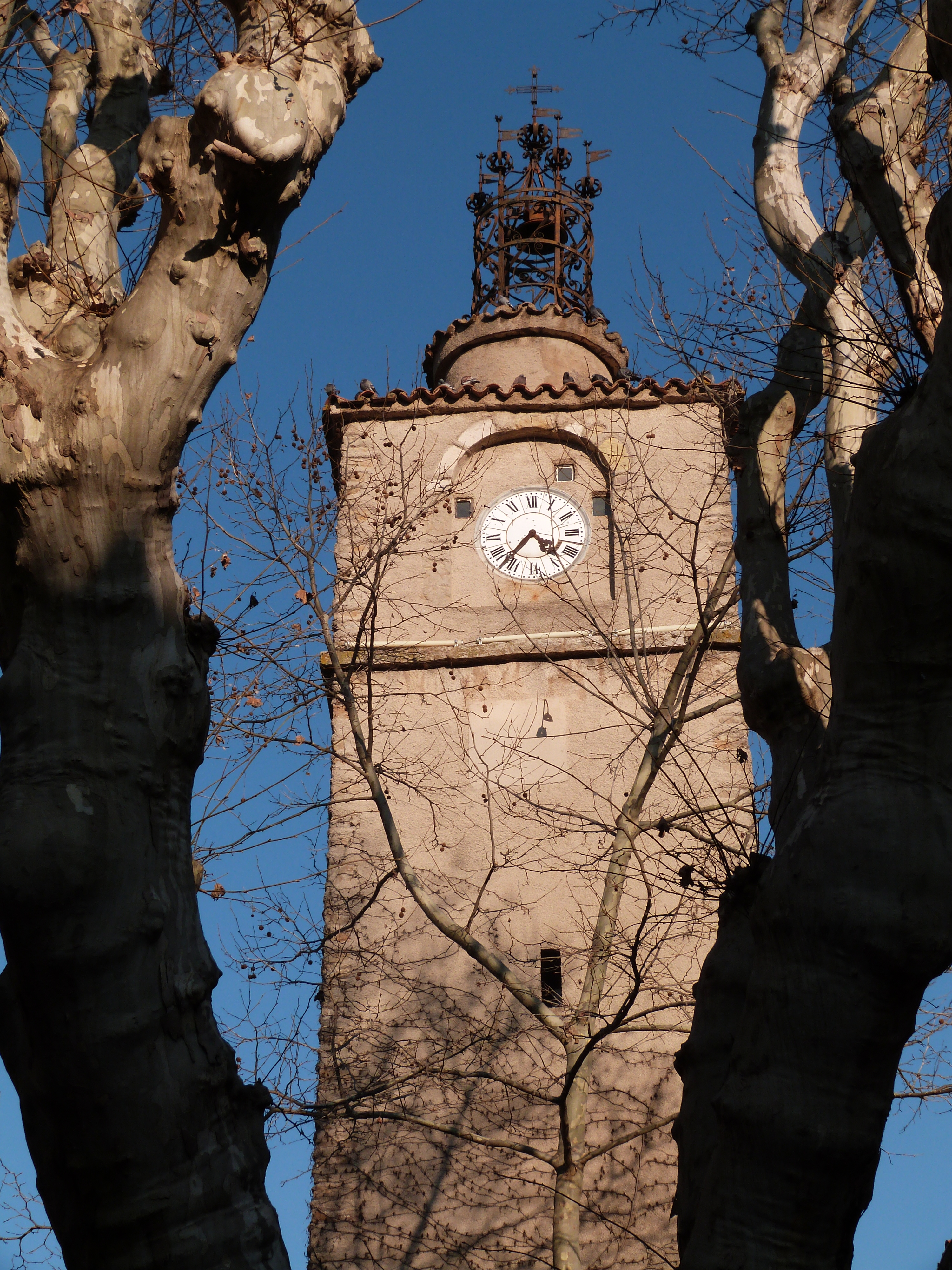
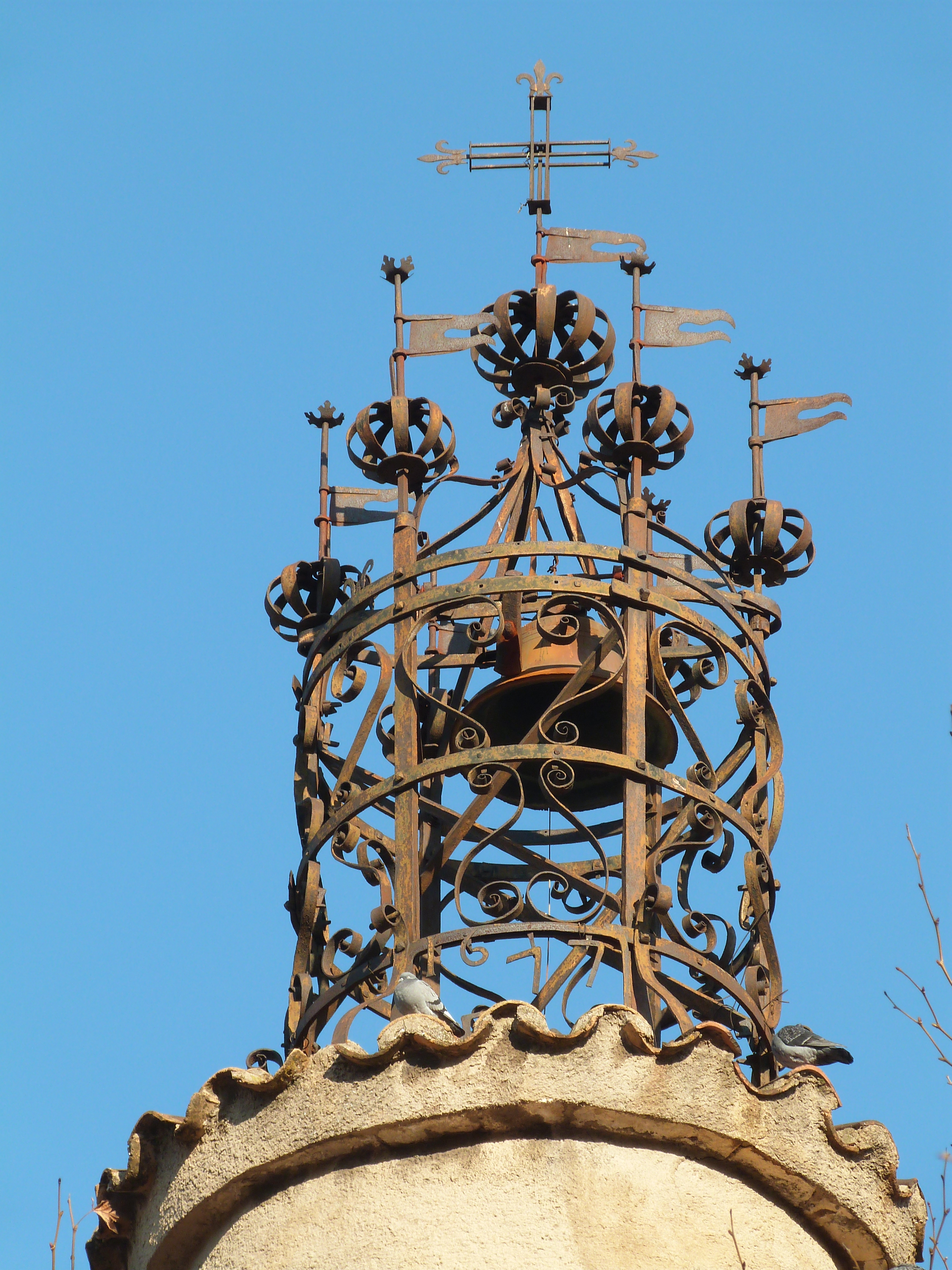

### Lieux et monuments

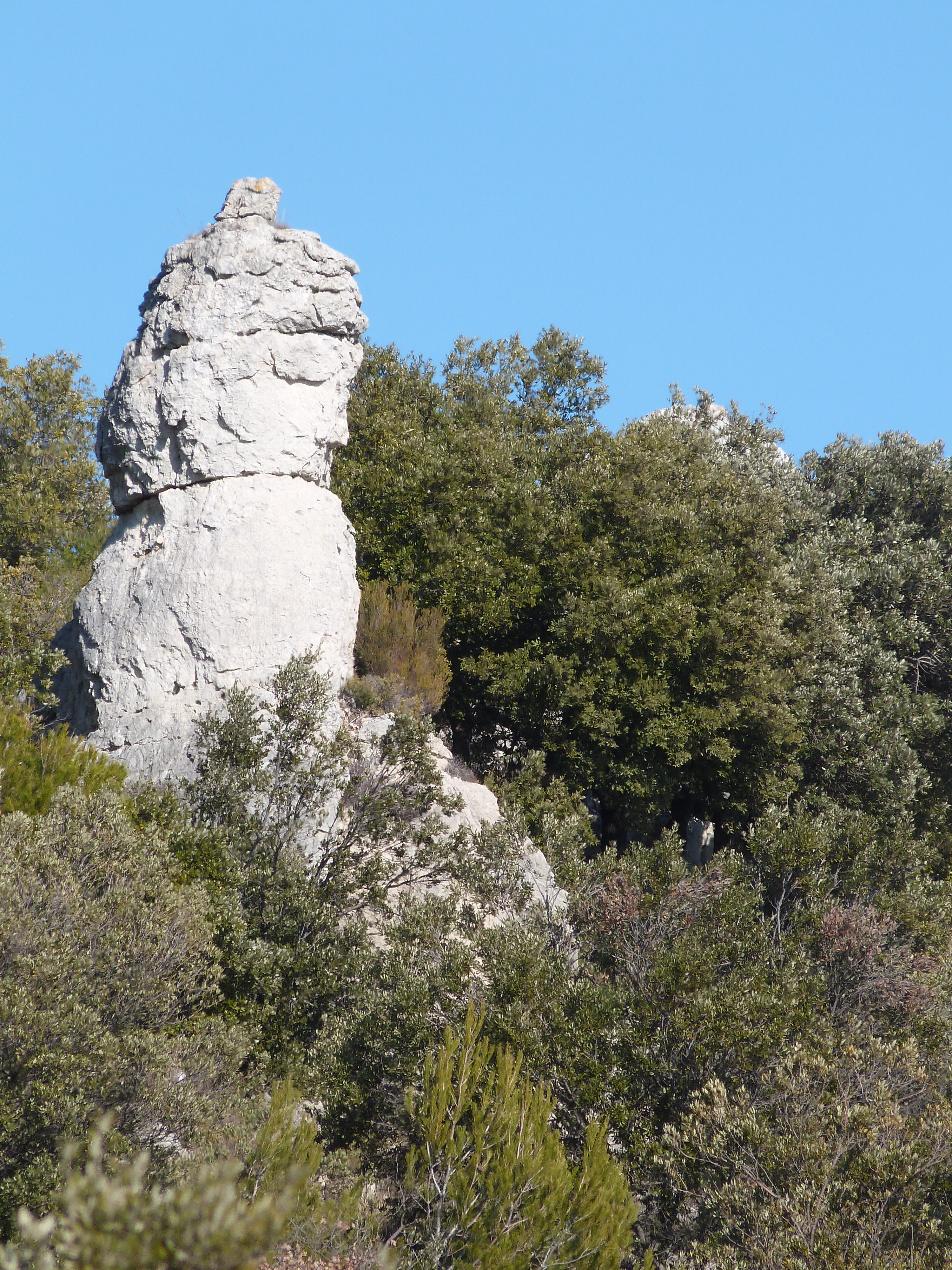
Roche de calcaire dolomitique.
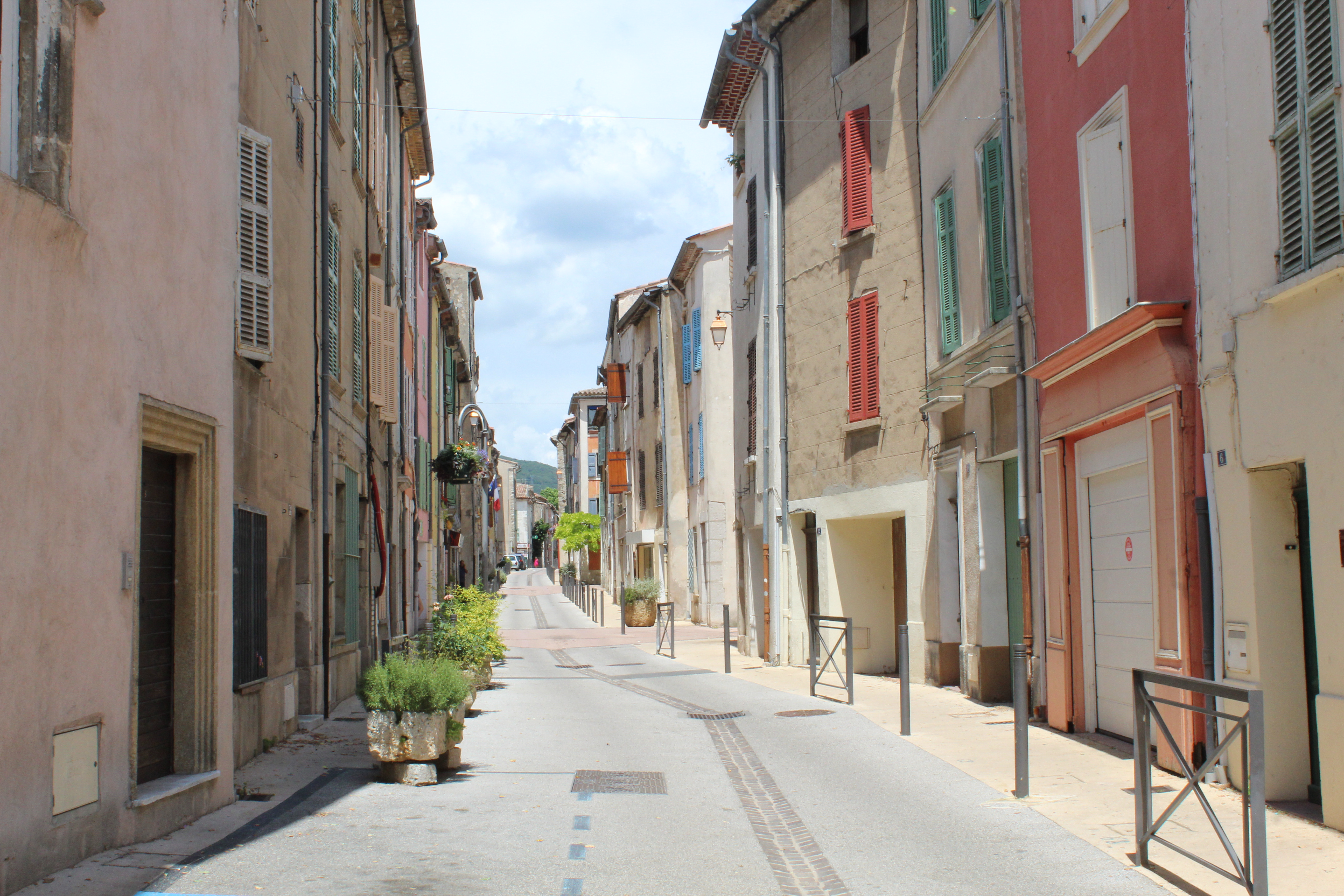
La rue Georges-Clemenceau.
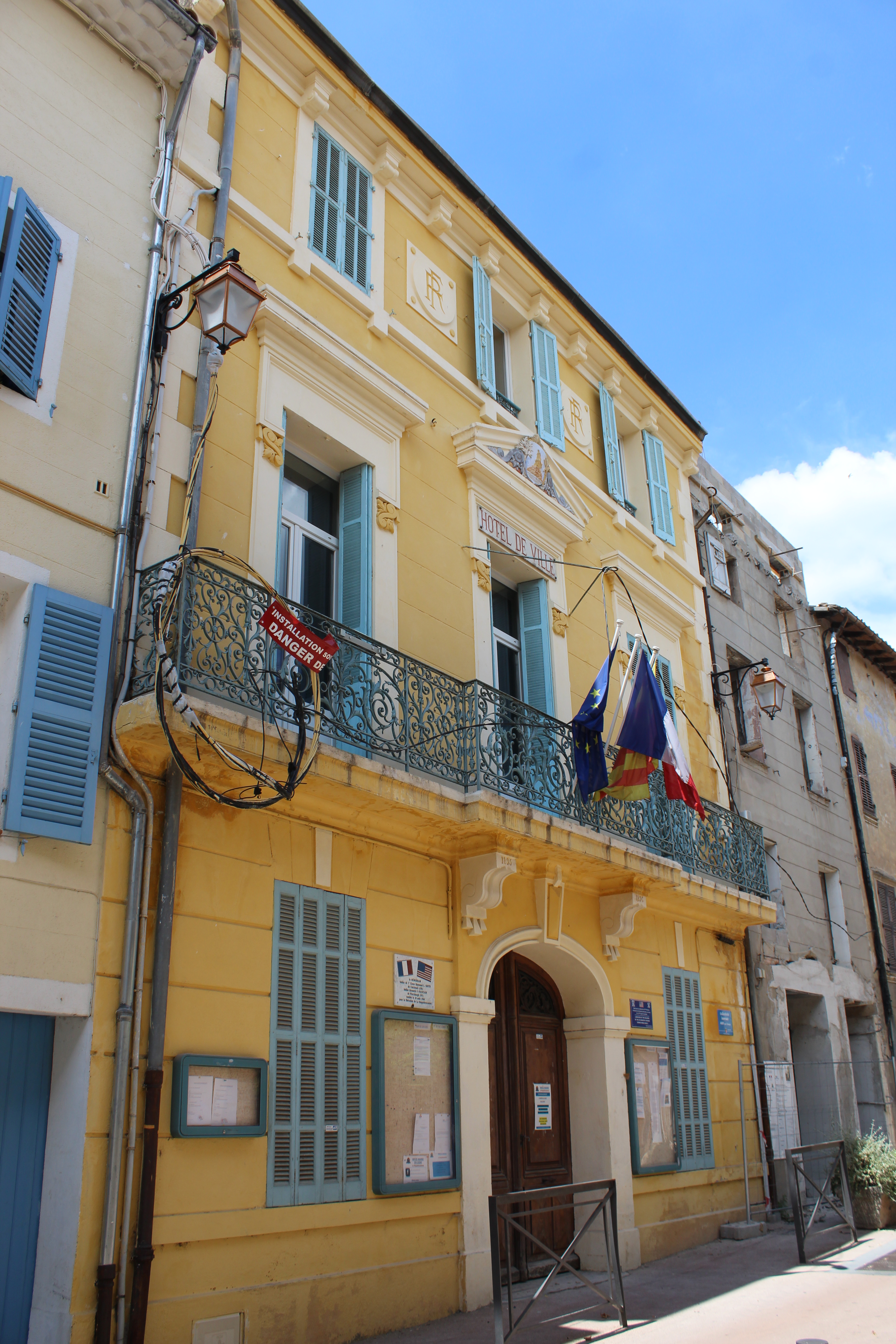
La mairie.
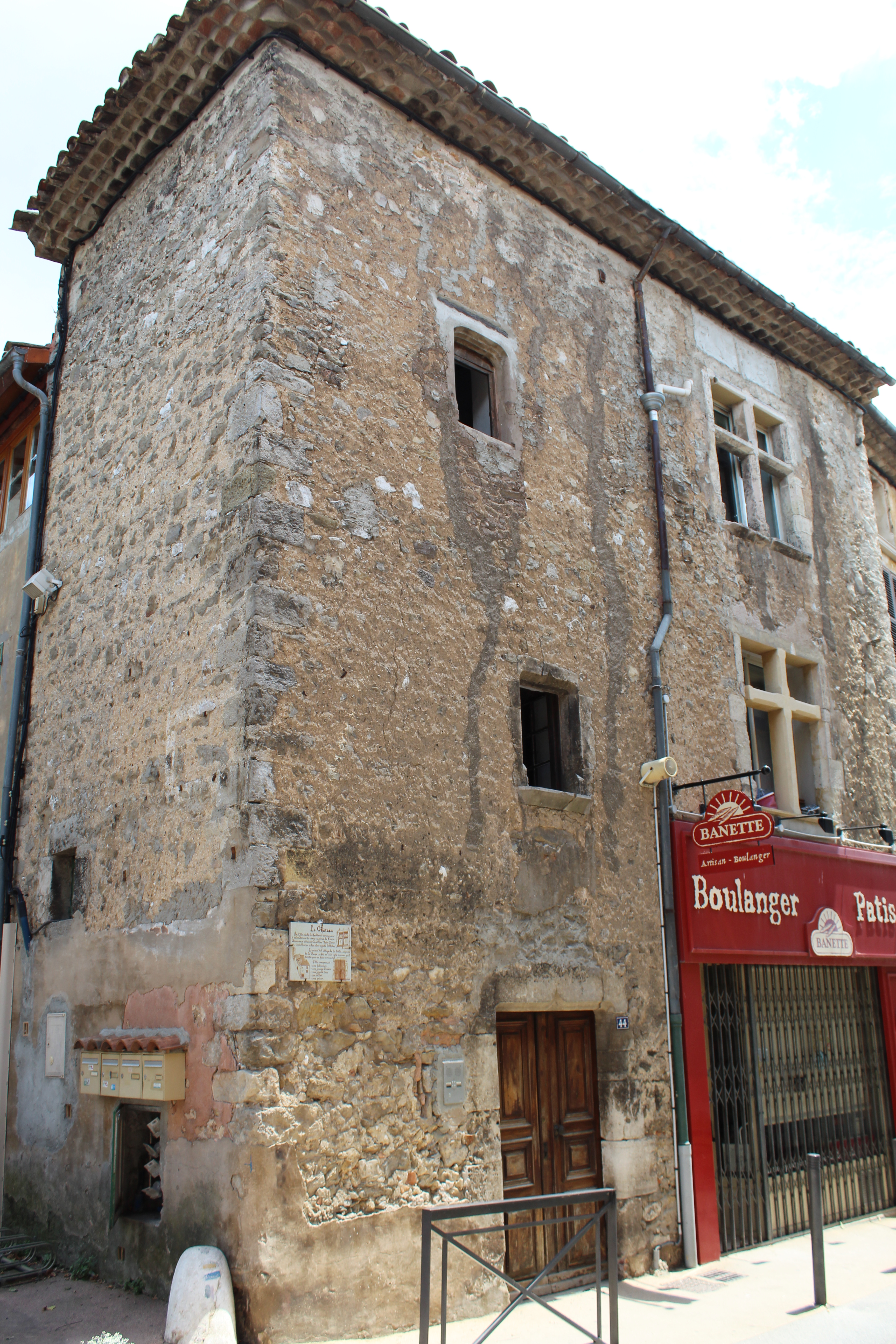
Vestiges du château.
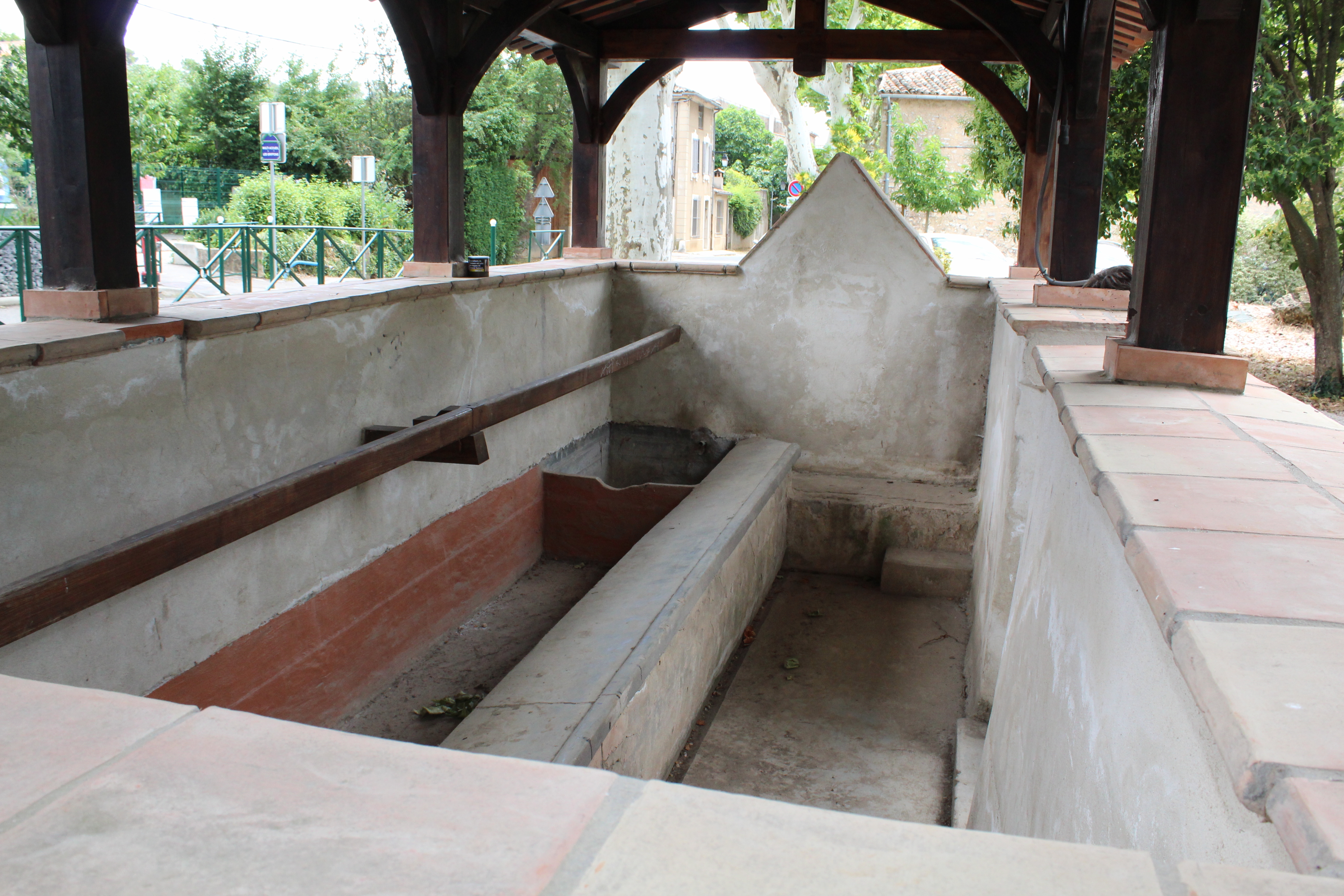
Ancien lavoir.

- Chapelle Notre-Dame-de-l’Inspiration et sa cloche de 1730[46].
- Chapelle Saint-Louis-des-Molières et sa cloche de 1694[47].
- Le chemin des oratoires.
- Bassins et lavoirs[48].
- La villa gallo-romaine[49]  du Loou-Sambuc ou «Villa Marius»[50].
- Lacs d’effondrement du Petit et Grand Laoucien[51].
- Certaines espèces aquatiques uniques en France y ont été découvertes dont notamment un acarien subaquatique, Limnolegeria longiseta[52].
- Jardin d'Elie Alexis[53].
- Le monument aux morts[54].
- Le pigeonnier. Construit en 1687 et récemment restauré.

### Héraldique
| Blason de La Roquebrussanne | Blason  | D’azur à la tour carrée donjonnée d’or, ouverte et ajourée de sable, posée sur un mont du même mouvant d’une champagne ondée d’azur et chargée d’une burelle ondée d’argent (site de la commune). |
| Blason de La Roquebrussanne | Détails | Le statut officiel du blason reste à déterminer. |
| Blason de La Roquebrussanne | Alias   | D'azur à la transfiguration de Jésus Christ surmontant un mont mouvant de la pointe, accosté d'Élie et de Moïse affrontés, le tout d'or (d'Hozier).                                               |

### Personnalités liées à la commune
- Gaspard-André Jauffret, né le 13 décembre 1759 à La Roquebrussanne, était un évêque.
- Joseph Jauffret, né le 6 décembre 1781 à La Roquebrussanne, était une personnalité du Premier Empire.
- Louis-François Jauffret, né le 4 octobre 1770 à La Roquebrussanne, pédagogue, poète et fabuliste.
- Jean-Baptiste Reboul (1862 à La Roquebrussanne –† 1926 à Marseille), auteur en 1897 du livre La Cuisinière provençale, référence pour les cuisiniers : il y propose 1 120 recettes simples et complètes, 365 menus (un pour chaque jour de l’année). Frédéric Mistral demanda à Jean Baptiste Reboul d'ajouter les noms provençaux des recettes à ce livre qui est écrit en langue française, ce qui fut fait en sa sixième édition. L'édition du livre n'a jamais cessé.
- Victor Reymonenq (1858 à La Roquebrussanne –† 1933 à Toulon), homme politique français, proche et soutien de Georges Clemenceau, sénateur, député, conseiller général du Var, maire de la Roquebrussanne de 1907 à 1913.